# 'Ndrina Perna
La 'ndrina Perna è una cosca malavitosa o 'ndrina della 'ndrangheta calabrese di Cosenza.

## Storia
Dopo la morte del capobastone Luigi Palermo, detto U Zorru, avvenuta il 14 dicembre 1977 su ordine di Franco Pino poi diventato capobastone della sua 'ndrina omonima, la 'ndrina si divise in due fazioni, da un lato i Perna-Pranno-Vitelli e dall'altra i Pino-Sena.

### Anni '70 e '80
Scoppia subito dopo una guerra tra le due famiglie.
Con i Perna si allearono anche gli Africano di Amantea e i Serpa di Paola con i Pino-Sena invece i Muto di Cetraro, i Basile-Calvano di San Lucido e i Cirillo. Nella faida furono uccise 27 persone.
Nel novembre 1978 viene ucciso l'edicolante Francesco Paone.
Nell'ottobre del 1979 viene ucciso a Rose Gildo Perri, imprenditore vicino ai Pino.
A gennaio del 1981 viene ucciso Alfredo Morelli, uno dei sicari di Palermo, mentre ad aprile viene colpito per sbaglio Pasquale Barone, durante un agguato a Giuseppe Irillo e Fiore Bevilacqua, affiliati dei Pino.
Il 23 maggio 1981 vengono uccisi ad Amantea, in via Lunga Dogana: Francesco Africano, vero obbiettivo, Emanuele Osso e Domenico Petrungaro.
Il 28 maggio, viene ucciso il fratello di Luigi Palermo: Antonio Palermo.
Il 28 luglio 1982, scompare per lupara bianca Pompeo Panaro, consigliere comunale di Paola.
Nel 1982 un'operazione delle forze dell'ordine arresta 67 persone presunte affiliate alle due fazioni.
Nel 1982 viene ucciso l'avvocato penalista Silvio Sesti, che difendeva legalmente esponenti di entrambe le fazioni.
Gli omicidi continuano: l'eliminazione di Mariano Muglia il 28 gennaio 1983, ex capo-mandamento dei Perna nella città vecchia e sempre in quell'anno Maurizio Valder.
Nel marzo del 1986 vengono uccisi a Falconara Albanese Marcello Gigliotti e Francesco Lenti dei Pino che avevano ucciso un anno prima per futili motivi Francesco Salerno e Francesco Palmieri.
Solo alla fine degli anni ottanta fu fatta pace fra le due fazioni.
Contemporaneamente nacque una lotta interna ai Perna per creare un'ulteriore 'ndrina autonoma.
Vi furono 46 omicidi fino al 1989.
Il 12 marzo 1985 viene ucciso anche il direttore del carcere di Cosenza Sergio Cosmai, per ordine dell'allora boss Franco Perna che mirava a consolidare il suo potere nella zona.

### Anni '90
Il 10 ottobre del 1994 con l'operazione Garden è stata fatta luce sulle 'ndrine operanti a Cosenza e provincia e da qui partono tutti gli altri processi impastiti successivamente dalla DDA di Catanzaro.

### Anni 2000
- 10 luglio 2002 - operazione Star Price contro i Pranno e i Muto.[7]

Nel 2006 con l'operazione Missing si è riusciti a costruire le dinamiche di queste due faide durate 30 anni che hanno portato all'arresto di 40 persone.

### Anni 2010
L'8 luglio 2010 vengono sequestrati beni dal valore di 4 milioni di euro all'affiliato Pietro Le Piane ora in carcere.
Attualmente i Perna dominano l'area e si sono uniti a queste due 'ndrine ciò che rimaneva dei Perna-Cicero-Pranno e dei Pino-Sena. I capi attuali della locale sarebbero Ettore Lanzino, arrestato il 17 novembre 2012, e Domenico Cicero.
Il 18 novembre 2012 viene arrestato a Roges di Rende dai carabinieri di Cosenza il boss Ettore Lanzino (1957), già condannato all'ergastolo per l'omicidio di Marcello Calvano e Vittorio Marchio del 1999 durante la cosiddetta Guerra di Cosenza, una faida in seno alle famiglie locali.
Grazie ai collaboratori Alfonso Foggetti e Mattia Pulicanò si è scoperto che due agenti corrotti avrebbero fornito a esponenti degli zingari Rango e i Lanzino-Patitucci in carcere telefoni cellulari, droga e messaggi. I fatti sarebbero risalenti agli anni 2013 e 2014. Nell'inchiesta vengono citati anche i Bruni e i Perna.

## Organizzazione
Il pentito Mario Pranno riferisce che le doti presenti, negli anni '70, tra i Perna-Pranno erano: picciotto, camorrista, sgarrista, santista, vangelo, crimine, diritto e medaglione.
Membri
- Franco Perna (1941), capobastone arrestato
- Domenico Cicero, arrestato.
- Ettore Lanzino, presunto capo, Deceduto.
- Domenico Cicero, arrestato.